# Expédition Vega

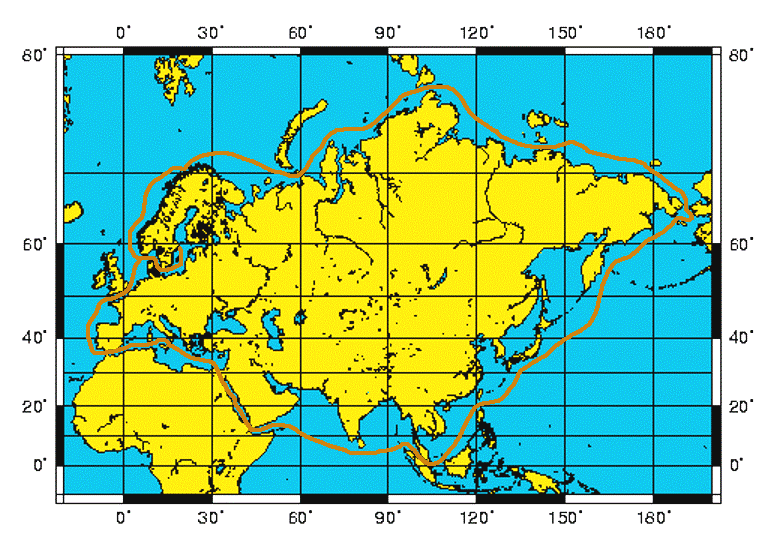
Trajet de l'expédition Vega

L’expédition Vega est une expédition maritime menée dans l'océan Arctique par le finlandais suédophone et sujet de l'Empire russe Adolf Erik Nordenskiöld à bord du navire Vega entre 1878 et 1879. L'expédition est la première à franchir le passage du Nord-Est. Louis Palander est le capitaine.

## Expédition
Nordenskiöld mène son expédition la plus notable sur la Vega — une baleinière de 45 mètres renforcée et équipée d'une machine à vapeur — et la Lena en 1878-1879. Membre de l'Académie royale des sciences de Suède, il apporte un soin particulier aux travaux scientifiques. Il obtient le soutien financier du suédois Oscar Dickson et du russe Alexandre Mikhaïlovitch Sibiriakov.
Il part de Göteborg le 4 juillet 1878, atteint le cap Tcheliouskine au nord de la péninsule de Taïmyr le 9 août 1878 et s'engage donc vers l'Est chose qu'aucun navire européen n'avait faite auparavant. À l'embouchure de la Léna, la Vega continue sa route et la Lena remonte le fleuve jusqu'à Iakoutsk. La Vega atteint le cap Chelagski en septembre 1878. Là la progression du navire est stoppée par le pack alors qu'il ne reste qu'un jour de navigation pour atteindre le détroit de Béring. Un hivernage de neuf mois est donc nécessaire pour attendre l'été suivant. Grâce à des tribus de Tchouktches, un dictionnaire tchouktche est réalisé pour mettre à profit cette pause forcée et du courrier est envoyé à destination de l'Europe. Le 18 juillet 1879, le navire se dégage de la glace et devient le premier à franchir le passage du Nord-Est. La route se poursuit jusqu'au 2 septembre 1879 où le navire atteint Yokohama au Japon.
Nordenskiöld est fêté en héros, reçu par de nombreux gouvernements et au retour de la Vega en Suède, le jour est décrété fête nationale.
Une grande partie de la collection d'animaux rapportés par l'expédition se trouve aujourd'hui au musée zoologique de l'université de Tomsk.

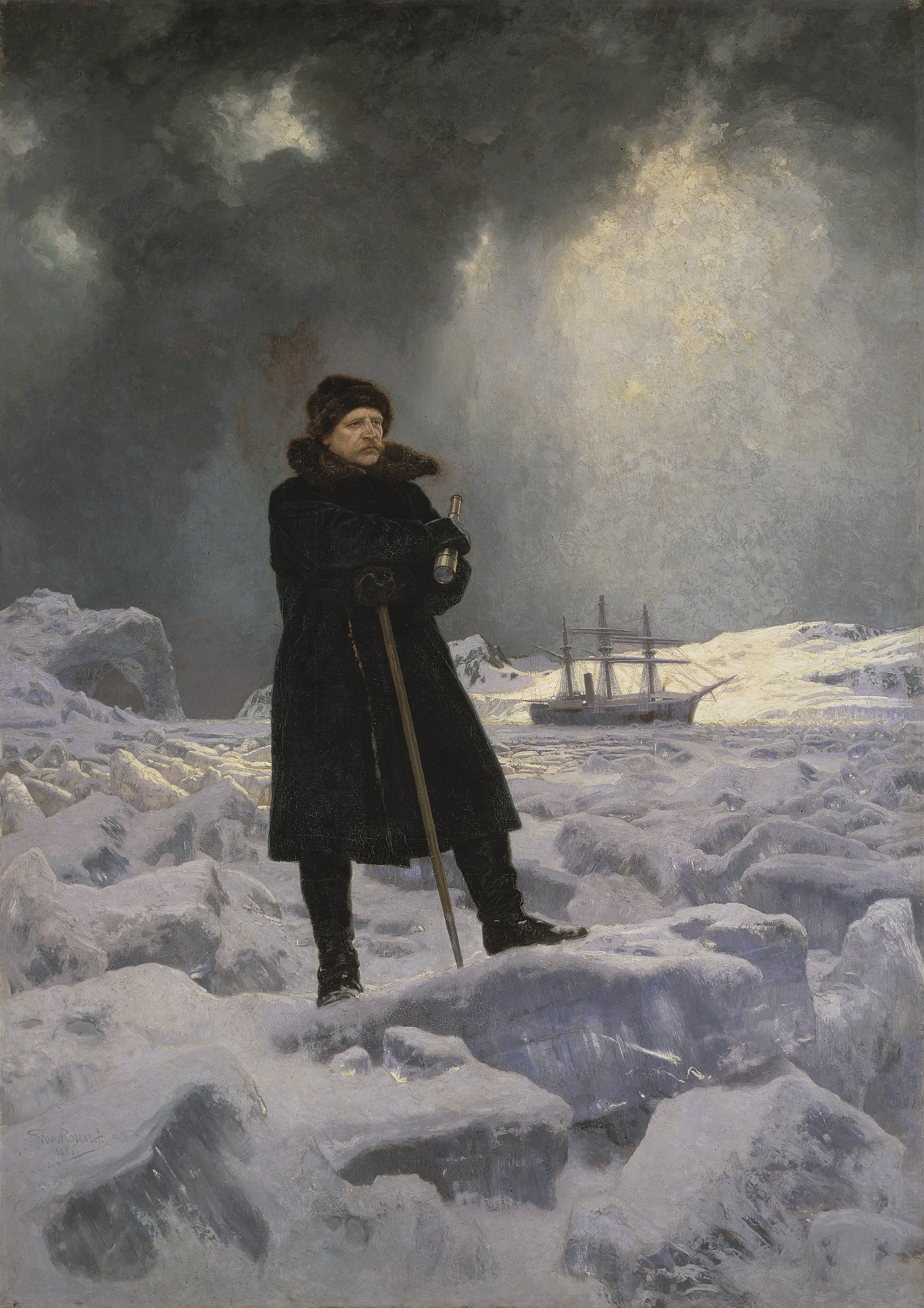
Adolf Erik Nordenskiöld par Georg von Rosen (1886), Nationalmuseum.
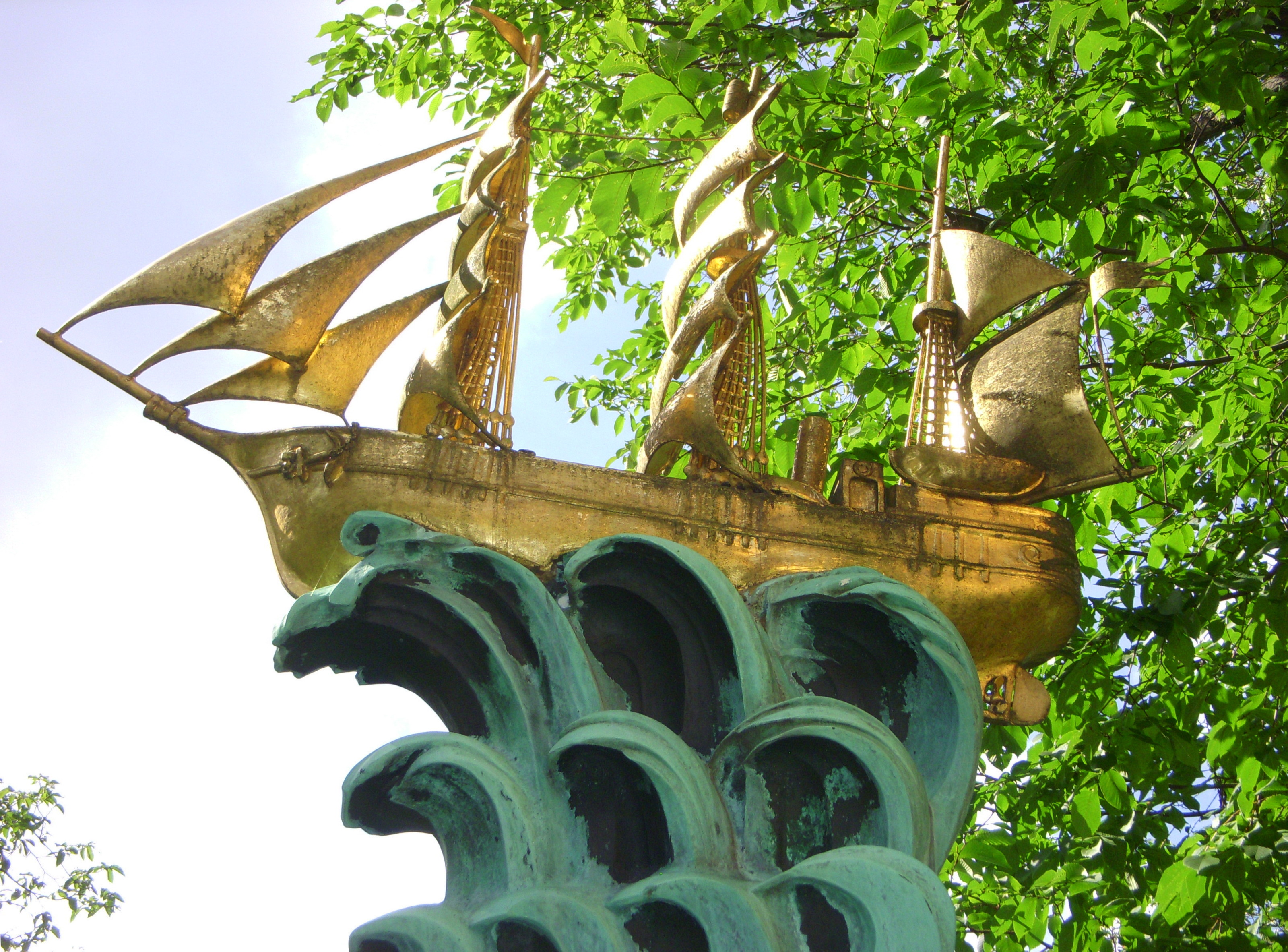
Monument dédié à la Vega, à Stockholm.
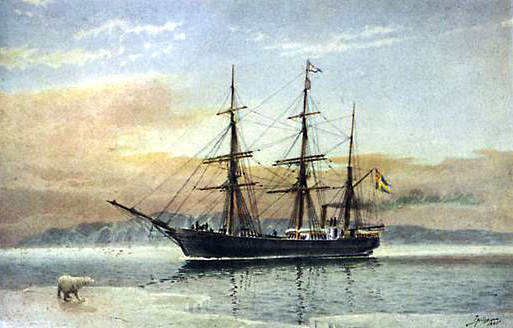
La Vega peinte par le suédois Jacob Hägg.
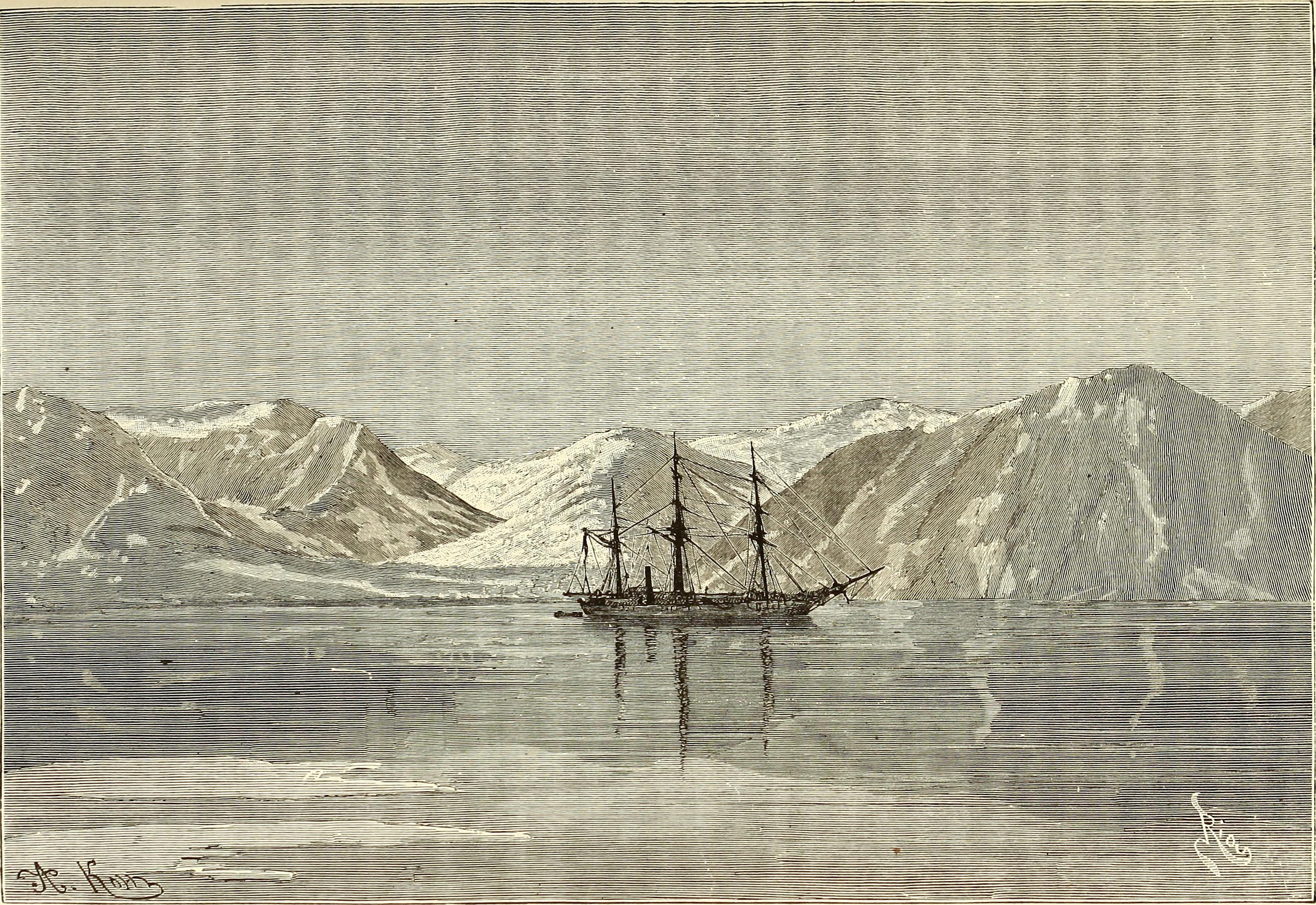
La Vega ancrée à la baie de Penkigney, mer de Béring.
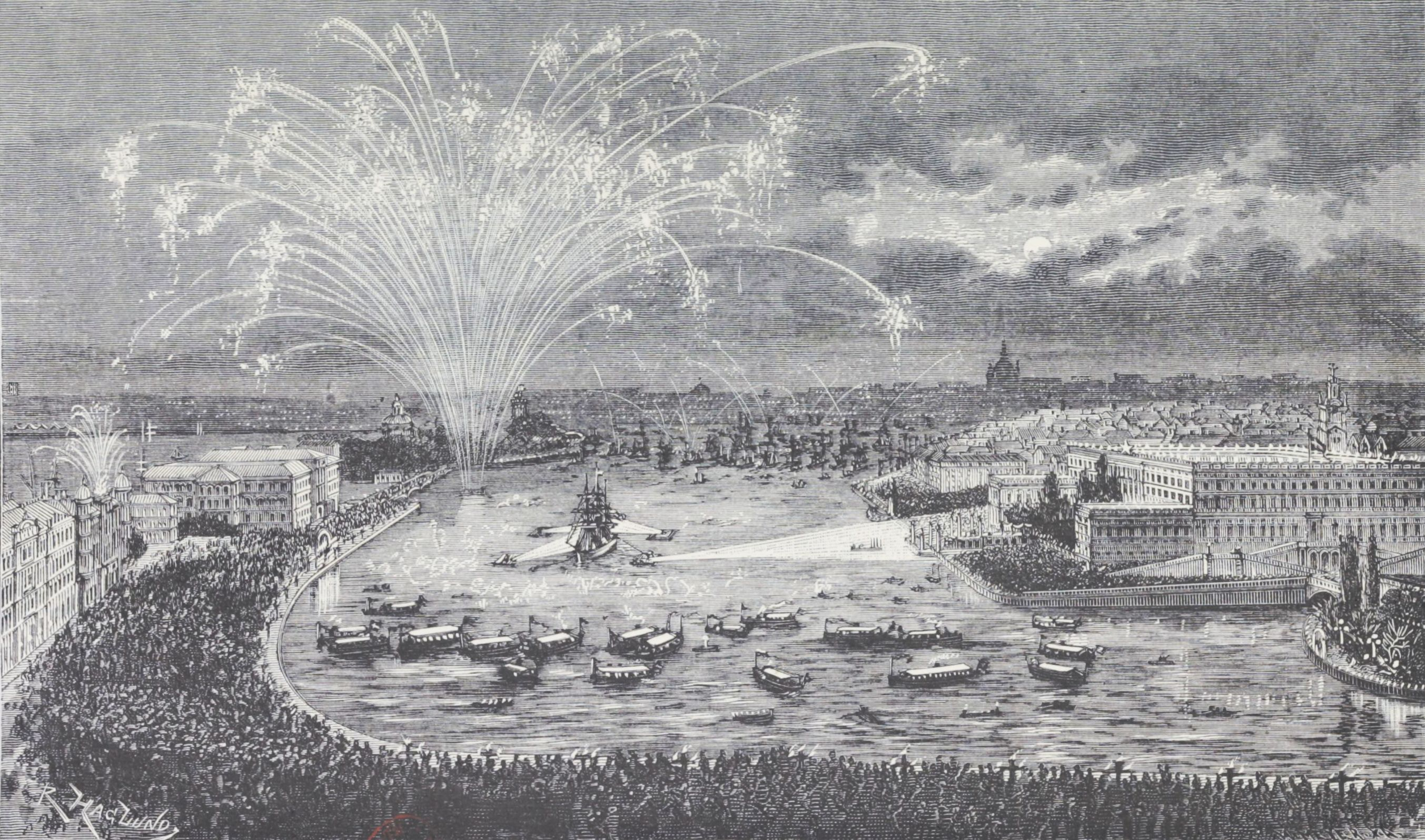
Retour de la Vega à Stockholm

## Dans la littérature
L'expédition de Nordenskiöld sert de toile de fond au roman de Jules Verne et André Laurie L'Épave du Cynthia, publié en 1885, 6 ans après le franchissement du passage.